# Транспорт в района на езеро Виктория
През езерото Виктория и за връзка на бреговете му с останалите части на континента са развити няколко вида транспорт с различна степен на изграденост, оборудване и инфраструктура. Най-добре застъпен е водният транспорт, въпреки че плавателните съдове не са с необходимите качества и са недостатъчни за нуждите на разрастващото се население в района.
След откриването на изворите на р. Нил колониалните сили в Източна Африка правят опити за създаване и използване на плавателен път по цялото течение на реката до Средиземно море. Усилията им да стигнат до Уганда през езерото Виктория са дали повод за изграждането на Източноафриканската железопътна линия и на колонизацията на високопланинските земи в Кения.
Големите градове по езерото са свързани помежду си с воден транспорт, а с останалите селища и Индийския океан – с железопътен транспорт. Изградена е добра пътна междуселищна мрежа, а по езерото са разположени многочислени пристанища.

## Пътен транспорт
Общата пътна мрежа в басейна на езерото Виктория в държавите партньорки от Източноафриканската общност е около 70 000 km асфалтирани пътища, главно магистрали, свързващи големите градове и населени места. Черните пътищата в района все още са доминиращи в пътната му мрежа и приблизителната им дължина е около 64 000 km. Изградени са два главни пътни коридора. Това са:
- Северен коридор, минаващ по маршрута Момбаса – Найроби – Малаба – Кампала – Кигали – Бужумбура, и
- Централен коридор през Дар ес Салаам – Додома – Руанда – Бурунди, с клонове към Муанза и Букоба.[3]

През 2010-2011 г. се извършва модернизация на пътя в Кения, който свързва градовете Кисуму и Мбита през Кенду бей и Хома бей. Отсечката от 38 km от Кенду бей до Хома бей влиза в експлоатация в началото на 2011 г. и струва 3,4 милиарда кенийски шилинга. Същата стойност има и ремонта на отсечката Хома бей – Мбита.

## Железопътен транспорт
Основните железопътни линии в басейна на езерото са 2:
- Кения – Северна Уганда, и
- Момбаса – Малаба – Кисуму – Джинджа – Кампала с разширение към Касесе в Уганда.[3] За връзка с Индийския океан са изградени жп линиите Кисиму – Момбаса в Кения и Муанза – Табора – Дар ес Салаам в Танзания.[5]

Предстои изграждане на нова жп линия от Дар ес Саалам до Кигали и Бужумбура, която през 2010 г. е във фаза проучвателни работи. Държавите партньорки от ИАО обмислят хармонизиране на законодателството и регламентите за управление на железопътния транспорт, за приемане на обща политика за превоз на пътници и общи стандарти за профилактика на локомотивите, вагоните и други съоръжения.

## Воден транспорт
Добре е разработен фериботният транспорт, който свързва голяма част от селищата по крайбрежието и островите. Но въпреки това плавателните съдове не са достатъчно за нарастващите нужди на населението и търговията. Най-големите фериботни пристанища са Муанза, Кисуму, Букоба, Ентебе, Кампала и Джинджа. По линията Ентебе – Калангала на о. Бугала през 2006 г. е пуснат нов ферибот с капацитет 108 пътника и 8 коли.
На езерото Виктория в Танзания са разположени 6 големи пристанища и множество по-малки.
Пристанище Муанза-север е специализирано за пътници и товари. Терминалът обработва средно по около 150 000 пътници и 20 000 тона товари годишно. Той е с дължина 100 m с възможност за акостиране на 2 кораба и има товарно-разтоварна рампа. Към него са изградени 4 цистерни с капацитет 54 000 т. всяка. Има железопътна връзка с вътрешността. На територията му са построени и няколко по-малки частни пристанища.
Пристанище Муанза-юг е специализирано за обработка на товари и ремонт на кораби. Терминалът е с дължина на кея около 247 m и площ от около 43 000 m2., а капацитетът му за обработка на товари е 500 000 тона годишно. Има място за едновременно акостиране на 3 кораба, връзка за железопътен ферибот и 2 плаващи дока.
Пристанище Букоба се намира на около 2 km от града и е специализирано за приемане на пътници и товари. Терминалът обработва средно по около 135 000 пътници и 5000 тона товари годишно. Има дължина на кея около 100 m, дълбочина 3 метра и рампа за разтоварване на стоки.
Пристанището „Залив Кемондо“ в Танзания се намира на 30 km южно от гр. Букоба и е най-модерното пристанище на езерото. Построено е през 1977 г. по инициатива на Източноафриканската общност, за да обслужва Руанда и Бурунди, които нямат пряк достъп до езерото. Терминалът обработва средно по около 15 000 пътници и 35 000 т. товари годишно. Дължината на кея е около 100 m, дълбочината на залива – 5 m и пристанището има жп връзка с железопътните фериботи.
Пристанище Мусома е предназначено за пътници и обработка на товари. Има капацитет 1800 т. годишно. Дължината на кея му е 100 m, дълбочината пред него е 5 m и има предвидена връзка за железопътни фериботи. Има и петролни цистерни, които са собственост на частна компания.
Пристанище Нансьо е малко съоръжение, разположено на остров Укереве и предназначено за приемане на пътници и товари. Обработва по 90 312 пътници и 1200 тона товари годишно. Разполага с кей с дължина около 80 метра, с 8 метра дълбочина пред него и може да приема едновременно по 2 кораба.
Пристанището на Порт Бел в Уганда се намира на 8 km от столицата Кампала и се използва за международни превози на пътници и товари.
През 2003 г. Източноафриканската общност създава комисия за регулиране на сигурността на морския и езерния транспорт, изграждане, преглед, регистрация и лицензиране на всички плавателни съдове, използвани в езерото Виктория, за безопасността на пътниците и товарите и за правоспособност на капитаните и екипажа, както и за други свързани с водния транспорт въпроси. Държавите партньорки от ИАО, които поделят езерото Виктория, взимат национални мерки за контрол на безопасността на движението по него. Танзания е създала регулаторния орган за морски транспорт „Суматра“, Кения – „Kenya Maritime Authority“, а в Уганда тези функции се поемат от Министерството на благоустройството, транспорта и съобщенията.

## Въздушен транспорт
В областите около езерото има изградени 3 международни летища – Етенбе в Уганда, Елдорет в Кения и Кигали в Руанда. Летището в Кисуму в Кения през 2010 г. се ремонтира до постигане на приемливи международни стандарти. Ремонт очаква и международното летище в Муанза, Танзания за да може да поема пътници и товари на ниво с високо качество. Въпреки нарастващия потенциал в региона работят малко самолетни компании. Освен тях са изградени редица по-малки летища, обслужващи само вътрешни полети. Има и различни по-малки съоръжения за кацане и писти – в градовете Хома бей, Кисий и Керичо в Кения, Мбарара в Уганда, Букоба и Мусома в Танзания. Тези средства позволяват подобряване на регионалните и национални връзки и въздушния транспорт между големите градове в зоната на езерото и извън нея. Пистите и летищата обаче не достигат и е необходимо изграждането на нови съоръжения.

## Нефтопровод
През Кения минава нефтопровод, който има 2 депа в границите на басейна на езерото – в Кисуму и Елдорет. Транспортът на нефт от тези депа за Западна Кения, Уганда, Руанда, Бурунди и източната част на Демократична република Конго става чрез пътен и воден транспорт. Държавите членки на ИАО планират продължение на нефтопровода, за да подобрят транспортната ефективност и намалят разходите по пренасяне на нефта.